# 1914 dans le catholicisme
Chronologie du catholicisme
- 1910
- 1911
- 1912
- 1913
- 1914
- 1915
- 1916
- 1917
- 1918

Cet article présente les faits marquants de l'année 1914 dans le catholicisme.

## Évènements

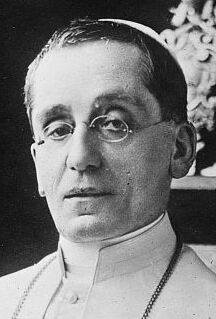
Benoît XV

- 25 mai : Création de 13 cardinaux par Pie X, dont Giacomo della Chiesa, futur pape Benoît XV.
- 22 au 26 juillet : Congrès eucharistique international à Lourdes.
- 31 août-3 septembre : Conclave consécutif au décès de Pie X (élection de Benoît XV)
- 1er novembre : Ad Beatissimi Apostolorum, première encyclique de Benoît XV, sur les horreurs de la guerre et les exigences de la paix.

## Naissances
Janvier
- 5 janvier : Rudolf Schnackenburg, prêtre, bibliste et théologien allemand († 28 août 2002)
- 8 janvier : Ignace Dhellemmes, prêtre, missionnaire au Cameroun et écrivain français († 7 septembre 1988)
- 9 janvier : Saverio Zupi (en), prélat italien, diplomate du Saint-Siège et archevêque titulaire de Serra (de) († 1er mars 1983)
- 16 janvier : Roger Aubert, prêtre, historien et théologien belge († 2 septembre 2009)
- 18 janvier : Bienheureux Jan Franciszek Macha, prêtre et martyr polonais du nazisme († 3 décembre 1942)
- 31 janvier : 
  - Candide Amantini, prêtre passionniste, exorciste et serviteur de Dieu italien († 22 septembre 1992)
  - Bienheureux Luc Dochier, moine trappiste, missionnaire en Algérie et martyr français († 1996)

Février
- 4 février : Pierre Ceyrac, prêtre jésuite et missionnaire français en Inde († 30 mai 2012)
- 8 février : Pierre Wijnants, prélat et missionnaire belge, archevêque de Mbandaka-Bikoro († 22 août 1978)
- 27 février : Élie Marrel, prêtre et éducateur français († 19 janvier 2001)

Mars
- 2 mars : James Robert Knox, cardinal australien de la Curie, précédemment diplomate du Saint-Siège et archevêque titulaire de Mélitène (de) († 26 juin 1983)
- 11 mars : Bienheureux Álvaro del Portillo, évêque espagnol, prélat de l'Opus Dei († 23 mars 1994)
- 17 mars : Bienheureuse Maria Gabriella Sagheddu, religieuse italienne († 23 avril 1939)

Avril
- 8 avril : Bienheureuse Marie Euthymie Üffing, religieuse allemande, fondatrice des clémentines († 9 septembre 1955)
- 12 avril : 
  - Henri Desroche, prêtre, sociologue, théologien et philosophe français († 1er juin 1994)
  - Jan Van Cauwelaert, prélat et missionnaire belge, premier évêque d'Inongo († 18 août 2016)
- 18 avril : François Spahnagel, prêtre et résistant français, personnalité des patronages († 28 août 1988)
- 19 avril : 
  - Bienheureux Francisco Castelló, jeune martyr espagnol († 29 septembre 1936)
  - Ugo Poletti, cardinal italien de la Curie, précédemment archevêque titulaire d'Aemona († 25 février 1997)

Mai
- 2 mai : Marcel Mendiharat, prélat et missionnaire français, évêque de Salto († 12 juin 2007)
- 4 mai : Francis Barbu, prélat français, évêque de Quimper († 16 mars 1991)
- 13 mai : Bienheureux István Sándor, religieux salésien et martyr hongrois du communisme († 8 juin 1953)
- 21 mai : Henri de Farcy, prêtre jésuite et économiste agricole français († 17 décembre 1983)

Juin
- 15 juin : Lương Kim Định, prêtre et philosophe vietnamien († 25 mars 1997)
- 24 juin : Myroslav Ivan Lioubatchivsky, cardinal ukrainien, archevêque majeur de Lviv des Ukrainiens († 14 décembre 2000)
- 30 juin : 
  - Maur Cocheril, moine trappiste français, spécialiste du chant grégorien et de l'histoire cistercienne († 25 novembre 1982)
  - Alfredo Poledrini (en), prélat italien, diplomate du Saint-Siège et archevêque titulaire de Vazari (de) (° 23 avril 1980)

Juillet
- 2 juillet : Bienheureux Aloïs Andritzki, prêtre, opposant au nazisme et martyr allemand († 3 février 1943)
- 15 juillet : Jérôme Louis Rakotomalala, premier cardinal malgache, archevêque de Tananarive († 1er novembre 1975)
- 16 juillet : 
  - Pierre Jounel, prêtre, théologien et liturgiste français († 14 novembre 2004)
  - Louis Lochet, prêtre et écrivain français († 5 septembre 2002)
- 20 juillet : Ersilio Tonini, cardinal italien, archevêque de Ravenne († 28 juillet 2013)
- 26 juillet : Juan Francisco Fresno, cardinal chilien, archevêque de Santiago († 14 octobre 2004)
- 27 juillet : Pierre Bouckaert, prélat jésuite et missionnaire belge, premier évêque de Popokabaka († 13 novembre 1992)
- 29 juillet : 
  - Bienheureux Luigi Novarese, prêtre et fondateur italien († 20 juillet 1984)
  - Marc Oraison, prêtre, médecin, psychanalyste et auteur français († 24 juin 1979)

Août
- 7 août : Jean Carmignac, prêtre, auteur et exégète français († 2 octobre 1986)
- 8 août : 
  - Arturo D'Onofrio, prêtre italien, fondateur des Missionnaires de la Divine Rédemption et des Petites apôtres de la Rédemption, serviteur de Dieu († 3 novembre 2006)
  - Bienheureux Thaddée Dulny, séminariste et martyr polonais du nazisme († 7 août 1942)
- 14 août : Bienheureux Roman Lysko, prêtre gréco-catholique ukrainien, martyr du communisme († 14 octobre 1949)
- 23 août : Alfonso Niehues, prélat brésilien, archevêque de Florianópolis († 30 septembre 1993)
- 30 août : Jacques Delarue, prélat français, premier évêque de Nanterre († 23 août 1982)

Septembre
- 3 septembre : Esteban Gumucio Vives, prêtre et serviteur de Dieu chilien († 6 mai 2001)
- 8 septembre : Georges Lapouge, prêtre et résistant français († 27 novembre 2013)
- 28 septembre : Luigi Dadaglio, cardinal italien de la Curie, précédemment diplomate du Saint-Siège et archevêque titulaire de Lerus (de) († 22 août 1990)

Octobre
- 3 octobre : Pierre Bockel, prêtre, résistant, écrivain et journaliste français († 13 août 1995)
- 21 octobre : Casimir Świątek, cardinal biélorusse, archevêque de Minsk († 21 juillet 2011)

Novembre
- 2 novembre : Justinus Darmojuwono, premier cardinal indonésien, archevêque de Semarang († 3 février 1994)
- 5 novembre : Emmanuel Kiwanuka Nsubuga, premier cardinal ougandais, archevêque de Kampala († 20 avril 1991)
- 9 novembre : Thomas Berry, prête passionniste, théologien, écologiste et historien américain († 1er juin 2009)
- 11 novembre : Guglielmo Gattiani, prêtre capucin et serviteur de Dieu italien († 15 décembre 1999)
- 15 novembre : Giuseppe Caprio, cardinal italien de la Curie, précédemment archevêque titulaire d'Apollonie (de) († 15 octobre 2005)
- 24 novembre : Agostino Casaroli, cardinal italien de la Curie, cardinal-secrétaire d’État († 9 juin 1998)
- 28 novembre : 
  - Bienheureux René Dubroux, prêtre, missionnaire au Laos et martyr français († 19 décembre 1959)
  - Cesare Zacchi, prélat italien, diplomate du Saint-Siège, évêque titulaire de Zella (de) puis archevêque titulaire de Maura (de) († 22 août 1991)

Décembre
- 4 décembre : Pierre Bordet, prêtre, géologue et volcanologue français († 17 mai 1996)
- 10 décembre : Reginald Delargey, cardinal néo-zélandais, archevêque de Wellington († 29 janvier 1979)
- 12 décembre : Jean-Marie Charles-Roux, prêtre, résistant, diplomate et écrivain français († 7 août 2014)
- 14 décembre : Georges Vernade, prêtre français, directeur général de l'Œuvre d'Orient († 6 janvier 1998)

Date précise inconnue
- Thomas Mongo, prélat camerounais, évêque de Douala († 17 mars 1988)

## Décès
- 13 janvier : Eugène Boeglin, prêtre, traducteur et journaliste français (° 19 mai 1854)
- 27 janvier : Osmin Gardey, prêtre français, vicaire général de Paris (° 13 décembre 1836)
- 31 janvier : Casimiro Gennari, cardinal italien de la Curie, précédemment archevêque titulaire de Naupacte (de) (° 29 décembre 1839)
- 19 février : Pierre-Émile Rouard, prélat français, évêque de Nantes (° 24 novembre 1839)
- Johannes Baptist Katschthaler, cardinal autrichien, archevêque de Salzbourg (° 29 mai 1832)
- 4 mars : 
  - Jean Louis Joseph Derouet, prélat et missionnaire français, vicaire apostolique de Loango et évêque titulaire de Camachus (de) (° 31 janvier 1866)
  - Georg von Kopp, cardinal allemand, prince-évêque de Breslau (° 25 juillet 1837)
- 11 mars : Paul Pellet, prélat et missionnaire français, supérieur général de la Société des missions africaines (° 18 novembre 1859)
- 3 avril : Isidore Bertrand, prêtre, essayiste et journaliste français (° 14 février 1829)
- 11 avril : Bienheureuse Hélène Guerra, religieuse italienne, fondatrice des Oblates du Saint-Esprit (° 23 juin 1835)
- 18 avril : Joseph Faller, prêtre français, fondateur du musée militaire de Mars-la-Tour (° 15 juin 1834)
- 29 mai : Bienheureux Joseph Gérard, prêtre et missionnaire français au Lesotho (° 12 mars 1831)
- 3 juin : Charles Arnaud, prêtre, missionnaire et explorateur québécois (° 3 février 1826)
- 12 juin : Théodore Monbeig, prêtre, botaniste et missionnaire français assassiné en Chine (° 22 octobre 1875)
- 25 juin : Joseph Malleret, prélat français, évêque de Saint-Pierre et Fort-de-France (° 7 juillet 1865)
- 5 juillet : Abel Gilbert, prélat français, évêque du Mans (° 31 août 1849)
- 31 juillet : Giovanni Battista Lugari, cardinal italien de la Curie (° 18 février 1846)
- 20 août : Saint Pie X, 257e pape (° 2 juin 1835)
- 24 août : Lambert Louis Conrardy, prêtre belge, missionnaire en Chine (° 12 juillet 1841)
- 25 août : Jean-Vital Alexandre, prêtre belge, exécuté par les Allemands (° 10 décembre 1868)
- 8 septembre : Pierre-Étienne Duc, prêtre et historien italien (° 26 décembre 1827)
- 7 octobre : Louis-François Sueur, prélat français, archevêque d'Avignon (° 22 mai 1841)
- 10 octobre : Domenico Ferrata, cardinal italien de la Curie, cardinal-secrétaire d’État (° 4 mars 1847)
- 15 octobre : Michael Francis Howley, prélat canadien, archevêque de Saint-Jean (° 25 septembre 1842)
- 19 octobre : Robert Hugh Benson, prêtre anglican puis catholique et écrivain britannique (° 18 novembre 1871)
- 18 novembre : Bienheureuse Caroline Kózka, martyre de la pureté polonaise (° 2 août 1898)
- 24 novembre : Aristide Cavallari, cardinal italien, patriarche de Venise, précédemment évêque titulaire de Philadelphie-en-Lydie (de) (° 8 février 1849)
- 1er décembre : François-Virgile Dubillard, cardinal français, archevêque de Chambéry (° 16 février 1845)
- 5 décembre : Angelo Di Pietro, cardinal italien de la Curie, précédemment diplomate du Saint-Siège et archevêque titulaire de Nazianze (° 22 mai 1828)
- 7 décembre : Henri-Raymond Villard, prélat français, évêque d'Autun (° 4 octobre 1854)
- 25 décembre : Pierre-Firmin Capmartin, prélat français, évêque d'Oran (° 22 juillet 1865)
- Date précise inconnue : Emmanuel Chabauty, prêtre, journaliste et essayiste français (° 22 décembre 1827)